# Euploea nikrion
Euploea nikrion är en fjärilsart som beskrevs av Hans Fruhstorfer 1910. Euploea nikrion ingår i släktet Euploea och familjen praktfjärilar. Inga underarter finns listade i Catalogue of Life.